# ادگار شاهین
ادگار پتروسی شاهین (ارمنی: Էդգար Պետրոսի Շահին؛ ۳۱ اکتبر ۱۸۷۴ – ۱۸ مارس ۱۹۴۷) نقاش، گراورساز و تصویرگر ارمنی‌تبار اهل فرانسه بود.

## زندگی‌نامه
ادگار شاهین در شهر وین به دنیا آمد اما در سنین جوانی به کنستانتینوپل تقل مکان نمود جایی که با حمایت مالی پدرش که مدیر بانک عثمانی بود شروع به تحصیل نمود.  وی سپس به ونیز، ایتالیا نقل مکان نمود جایی که وی در کالج برجسته ارمنیان «موراد-رافائلیان» واقع در جزیره سن لازار شرکت جست. سپس در سال ۱۸۹۵ به پاریس نقل مکان نمود. وی در آکادمی ژولیان ثبت نام کرد و نمایشگاه‌های موفقی در جامعه هنرمندان فرانسوی داشت.